# Peter von Kleist

Stammwappen derer von Kleist

Peter von Kleist († 1571) war ein pommerscher Vasall und Gutsbesitzer auf Zadtkow.

## Leben
Peter von Kleist entstammte dem in Hinterpommern ansässigen Adelsgeschlecht von Kleist. Seine Eltern waren der bischöfliche Rat Jakob von Kleist († um 1547) und dessen Ehefrau Anna von der Osten († 1584), eine Tochter des Ritters Ewald von der Osten und der Sophie von Maltzahn, Freiin von Penzlin (* 1450; † um 1530).
Peter von Kleist besaß die von seinem Vater ererbten Lehngüter als ältester Sohn zunächst zehn Jahre lang allein, ehe er sie 1557 mit seinen drei jüngeren Brüdern Ewald, Wilhelm und Joachim teilte. Er selbst bekam Zadtkow.
Als der pommersche Herzog Barnim X. am 13. August 1552 mit einer großen Anzahl seiner Räte und Vasallen nach Danzig zu König Sigismund II. August von Polen zog, um frühere Bündnisse zu erneuern, befand sich auch Peter von Kleist in diesem Gefolge.
1557 gehörte Peter von Kleist zu einer Kommission, die die Grenzberichtigung zwischen den Dörfern Nassow und Pustchow ausführte.
1571 wurde Peter von Kleist von Claus von Zastrow aus Wusterhausen beim Versuch der Streitschlichtung durch einen Stich in die rechte Seite verwundet und starb zehn Tage später. Er hinterließ seinen Kindern einen beachtlichen Güterbesitz, darunter Zadtkow, Vietzow, Lassenz und Klingbeck.

## Familie
Peter von Kleist vermählte sich mit Sophie von Below a.d.H. Peest, einer Tochter des Joachim von Below († um 1598) und der Anna von Broecker. Die beiden bekamen folgende Kinder:
1. Jakob von Kleist († um 1625), Herr auf Dolgen und Klingbeck, Hofjägermeister, Amtshauptmann in Diensten des Herzogs Johann Friedrich von Pommern und bekannter Hexenjäger, ⚭ Catharina von Wolden a.d.H. Losen
2. Joachim von Kleist († 1621), Herr auf Zadtkow, Lisenz etc., ⚭ I Ursula vom Wolde, ⚭ II Anna Weijers
3. Philipp von Kleist († vor 1621), Herr auf Petrowa, ⚭ I Anna von Wedell (Wedelska), ⚭ II Anna von Below a.d.H. Saleske
4. Georg von Kleist († 1635), Herr auf Peterkow und Timmenhagen, zeitweise im Dienste des Königs Sigismund III. Wasa von Polen, ⚭ Barbara von Hohendorff a.d.H. Lokitten (1579–1649); Eltern des Diplomaten Ewald von Kleist († 1689)
5. Christopher von Kleist, starb unvermählt
6. Bisprow († vor 1575)
7. Ewald von Kleist († vor 1598), starb unvermählt
8. Anna von Kleist († 1631), ⚭ Valentin von Lettow († um 1665), Herr auf Muttrin
9. Ilse von Kleist, ⚭ (1584) Bastian von Wedell, Herr auf Neblin (Nöblin) und Vehlingsdorf